# Línea 673 (Interurbanos Madrid)
La línea 673 de la red de autobuses interurbanos de Madrid une el intercambiador de transportes de Moncloa con el Hospital General de Collado Villalba.

## Características
Esta línea une el Hospital General de Villalba y el intercambiador de transportes de Moncloa en aproximadamente 30 minutos. Circula por el carril Bus-VAO de la A-6 mientras esté abierto.
Está operada por la empresa Francisco Larrea mediante concesión administrativa del Consorcio Regional de Transportes de Madrid.
Es la única línea interurbana de Francisco Larrea que no llega a la localidad de Moralzarzal, quedándose únicamente en Collado Villalba, municipio cubierto principalmente por la empresa Avanza.

### Horarios de salida
| Lunes a viernes laborables (Vigente de 1 de octubre a 30 de junio)                |       |    |    |    |    |       |       |       |    |       |          |       |    |       |    |    |
| 7                                                                                 | 8     | 9  | 10 | 11 | 12 | 13    | 14    | 15    | 16 | 17    | 18       | 19    | 20 | 21    | 22 | 23 |
| 05 55                                                                             | 25    | 15 | 15 |    |    | 05 55 | 25 45 | 10 30 |    | 05 55 | 15 35 55 | 15 55 | 15 | 27 52 |    | 20 |
| Lunes a viernes laborables (Vigente de 1 a 15 de julio y de 1 a 30 de septiembre) |       |    |    |    |    |       |       |       |    |       |          |       |    |       |    |    |
| 7                                                                                 | 8     | 9  | 10 | 11 | 12 | 13    | 14    | 15    | 16 | 17    | 18       | 19    | 20 | 21    | 22 | 23 |
| 05 55                                                                             | 25    | 15 |    |    |    | 05 55 | 25 45 | 12 32 |    | 05 55 | 15 35 55 | 15 55 | 15 | 27 50 |    | 15 |
| Lunes a viernes laborables (Vigente de 16 a 31 de julio)                          |       |    |    |    |    |       |       |       |    |       |          |       |    |       |    |    |
| 7                                                                                 | 8     | 9  | 10 | 11 | 12 | 13    | 14    | 15    | 16 | 17    | 18       | 19    | 20 | 21    | 22 | 23 |
| 05 55                                                                             | 25    | 15 |    |    |    | 05 55 | 25 45 | 12 32 |    | 05 55 | 15 35 55 | 15 55 | 15 |       |    | 15 |
| Lunes a viernes laborables (Vigente agosto)                                       |       |    |    |    |    |       |       |       |    |       |          |       |    |       |    |    |
| 7                                                                                 | 8     | 9  | 10 | 11 | 12 | 13    | 14    | 15    | 16 | 17    | 18       | 19    | 20 | 21    | 22 | 23 |
| 05 35 55                                                                          | 25 40 | 10 | 30 |    | 15 | 17    | 15 45 | 35 55 |    |       | 35       | 15    | 15 | 55    |    | 15 |
| Sábados laborables (Vigente todo el año)                                          |       |    |    |    |    |       |       |       |    |       |          |       |    |       |    |    |
| A 15:15 - 15:45 - 23:10                                                           |       |    |    |    |    |       |       |       |    |       |          |       |    |       |    |    |
| Domingos y festivos (Vigente todo el año)                                         |       |    |    |    |    |       |       |       |    |       |          |       |    |       |    |    |
| A 13:45 - 17:45 - 19:45 - 21:45                                                   |       |    |    |    |    |       |       |       |    |       |          |       |    |       |    |    |

| Lunes a viernes laborables (Vigente de 1 de octubre a 30 de junio)                |       |    |    |    |    |    |    |       |          |       |       |       |          |       |    |    |
| 6                                                                                 | 7     | 8  | 9  | 10 | 11 | 12 | 13 | 14    | 15       | 16    | 17    | 18    | 19       | 20    | 21 | 22 |
| 22 40                                                                             | 05 50 | 07 | 05 |    | 12 |    | 15 | 37 52 | 20 52    | 15 30 | 10 45 | 00 50 | 20 30    | 30    | 10 | 40 |
| Lunes a viernes laborables (Vigente de 1 a 15 de julio y de 1 a 30 de septiembre) |       |    |    |    |    |    |    |       |          |       |       |       |          |       |    |    |
| 6                                                                                 | 7     | 8  | 9  | 10 | 11 | 12 | 13 | 14    | 15       | 16    | 17    | 18    | 19       | 20    | 21 | 22 |
| 22 40                                                                             | 05 50 | 07 | 15 |    | 12 |    | 15 | 32 52 | 15 52    | 15 30 | 10 45 | 00    | 00 10 30 | 30 55 | 00 | 30 |
| Lunes a viernes laborables (Vigente de 16 a 31 de julio)                          |       |    |    |    |    |    |    |       |          |       |       |       |          |       |    |    |
| 6                                                                                 | 7     | 8  | 9  | 10 | 11 | 12 | 13 | 14    | 15       | 16    | 17    | 18    | 19       | 20    | 21 | 22 |
| 22 40                                                                             | 05 50 | 07 |    |    |    |    | 15 | 32 52 | 15 52    | 15 30 | 10 45 | 00    | 00 10 30 | 30    | 00 | 30 |
| Lunes a viernes laborables (Vigente agosto)                                       |       |    |    |    |    |    |    |       |          |       |       |       |          |       |    |    |
| 6                                                                                 | 7     | 8  | 9  | 10 | 11 | 12 | 13 | 14    | 15       | 16    | 17    | 18    | 19       | 20    | 21 | 22 |
| 22 40                                                                             | 05 50 |    | 45 |    |    | 50 |    | 32 52 | 00 30 52 | 30    | 10    | 30    | 30       |       | 00 | 30 |
| Sábados laborables (Vigente todo el año)                                          |       |    |    |    |    |    |    |       |          |       |       |       |          |       |    |    |
| A 10:25 - 14:35 - 16:20 - 19:55 - 22:30                                           |       |    |    |    |    |    |    |       |          |       |       |       |          |       |    |    |
| Domingos y festivos (Vigente todo el año)                                         |       |    |    |    |    |    |    |       |          |       |       |       |          |       |    |    |
| A 12:20 - 18:50 - 20:20                                                           |       |    |    |    |    |    |    |       |          |       |       |       |          |       |    |    |

## Recorrido y paradas

### Sentido Collado Villalba
| Código | Parada                                 | Común con                                        | Conexiones con Metro | Municipio        | Zona |
| ------ | -------------------------------------- | ------------------------------------------------ | -------------------- | ---------------- | ---- |
| 17480  | Intercambiador de Moncloa (Dársena 25) | 672 672A                                         | Moncloa              | Madrid           |      |
| 06516  | Av. Juan Carlos I - Zoco               | 660 664 671 672 672A 681 682 683 684 685 688 691 |                      | Collado Villalba |      |
| 06368  | Ctra. La Granja - Guardia Civil        | 691 1 2 4                                        |                      | Collado Villalba |      |
| 20274  | Abogados de Atocha - Las Dehesas       |                                                  |                      | Collado Villalba |      |
| 19869  | Ctra. M-601 - Recinto Ferial           | 691                                              |                      | Collado Villalba |      |
| 19384  | Hospital General de Villalba           | 720 1 3 4 6                                      |                      | Collado Villalba |      |

### Sentido Madrid
NOTA: Las expediciones que circulan por el carril BUS-VAO de la A-6 no realizan las paradas sombreadas en azul.
| Código | Parada                                 | Común con                             | Conexiones con Metro | Municipio        | Zona |
| ------ | -------------------------------------- | ------------------------------------- | -------------------- | ---------------- | ---- |
| 19384  | Hospital General de Villalba           | 720 1 3 4 6                           |                      | Collado Villalba |      |
| 19870  | Ctra. M-601 - Recinto Ferial           | 691                                   |                      | Collado Villalba |      |
| 20274  | Abogados de Atocha - Urb. Los Valles   | 876                                   |                      | Collado Villalba |      |
| 06383  | Ctra. La Granja - Guardia Civil        | 1 2 4 6                               |                      | Collado Villalba |      |
| 19433  | Av. Juan Carlos I - Zoco               | 671 672 672A                          |                      | Collado Villalba |      |
| 23     | Escuela Universitaria de Estadística   | Autobuses interurbanos del Corredor 6 |                      | Madrid           |      |
| 1333   | Av. Puerta de Hierro - Agrónomos       | Autobuses interurbanos del Corredor 6 |                      | Madrid           |      |
| 17480  | Intercambiador de Moncloa (Dársena 25) | 672 672A                              | Moncloa              | Madrid           |      |

## Galería de imágenes

Mapa de la distribución de dársenas del intercambiador de Moncloa con la distribución de cabeceras de las líneas de autobuses, entre las que aparece la línea 673.